# Мендес, Хуан Непомусено
Хуан Непомусено Мендес (исп. Juan Nepomuceno Méndez Sánchez; 2 июля 1820 — 29 ноября 1894) — мексиканский военный и политический деятель.

## Биография
Близкий соратник Порфирио Диаса, поддержал его во время восстания 1876 против президента Себастьяна де Лердо Техада. 6 декабря 1876 стал исполняющим обязанности президента Мексики и занимал этот пост до 17 февраля 1877 года, чтобы обеспечить видимость законности в передаче власти Порфирио Диасу.
Через несколько месяцев он принял участие в выборах от Либеральной партии и стал сенатором, а затем губернатором штата Пуэбла, до окончания своей карьеры в качестве президента Верховного военного суда Мексики.
Его останки были похоронены в Ротонде выдающихся деятелей Мексики 3 декабря 1984 года.